# Bona z Pisy
Svatá Bona z Pisy (z latiny Dobrá; 1156 Pisa – 29. května 1207/1208) byla terciářka řádu sv. Augustina a mystička.

## Život
Navštívila všechna významná poutní místa své doby (Svatá země, Řím, Santiago de Compostela) a měla několik mystických vizí. Její tělo je uloženo v kostele San Martino v Pise.

## Uctívání
Po svém svatořečení se stala patronkou města Pisy a poutníků. Roku 1962 ji papež svatý Jan XXIII. určil jako patronku letušek. Její svátek se slaví 29. května.
V umění je zobrazována jako řeholnice držící kříž v sepjatých rukou.

## Galerie

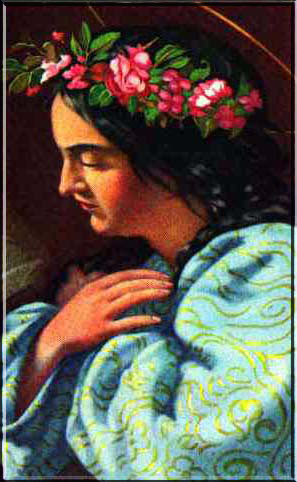
Bona z Pisy
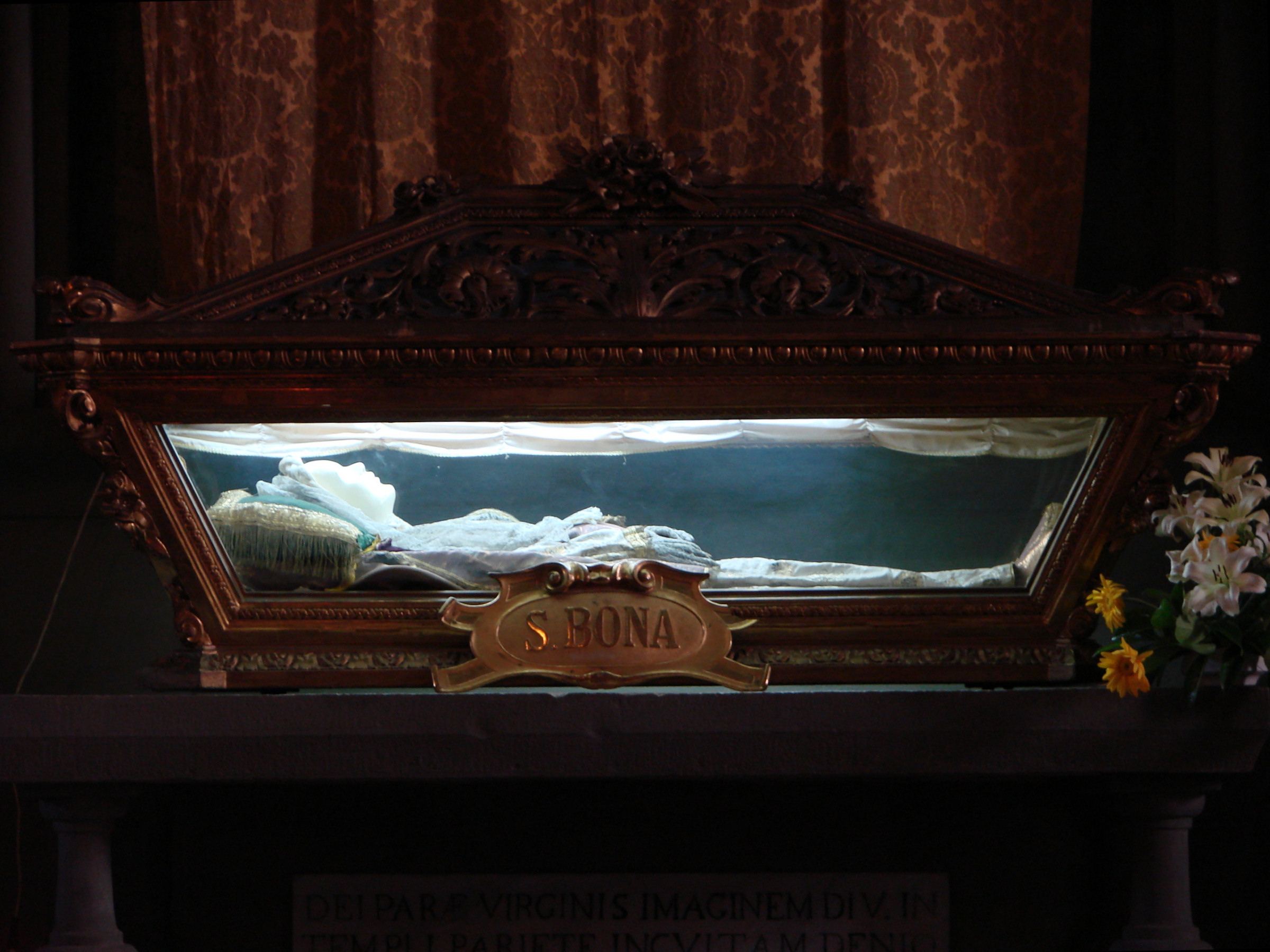
Tělo Bony v kostele San Marino v Pise.